# 새뮤얼 피어폰트 랭글리

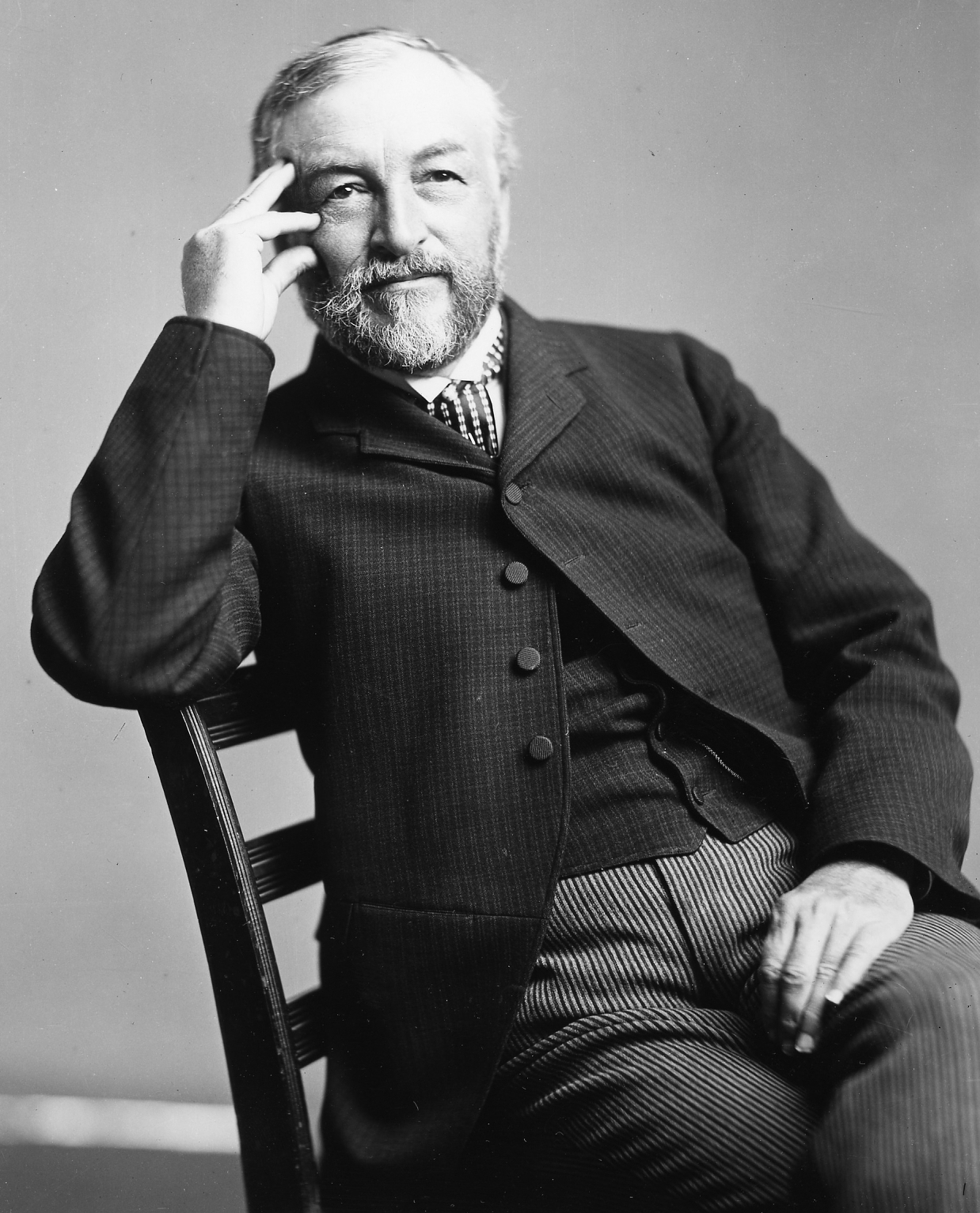
새뮤얼 피어폰트 랭글리

새뮤얼 피어폰트 랭글리(Samuel Pierpont Langley, 1834년 8월 22일 ~ 1906년 2월 27일)는 미국의 천문학자이자 물리학자이다.
매사추세츠의 록스버리에서 출생하였다. 처음에는 건축학·토목 공학을 배웠으나, 뒤에 천문학·물리학 등을 연구하였다. 1867년 알레게니 천문대장, 펜실베이니아의 웨스턴 대학 물리학·천문학 교수를 거쳐, 1887년 스미스소니언 협회 회장이 되었다. 태양의 적외선 스펙트럼을 연구하기 위하여 볼로미터를 발명하였으며, 태양 정수의 변화, 지구 대기에 의한 열복사의 선택 흡수도 연구하였다. 또 항공에도 관심을 가지고 많은 연구를 하여, 1896년 최초의 동력에 의한 비행기를 제작하는 데 성공하였다.

## 참고 자료
- 이 문서에는 다음커뮤니케이션(현 카카오)에서 GFDL 또는 CC-SA 라이선스로 배포한 글로벌 세계대백과사전의 내용을 기초로 작성된 글이 포함되어 있습니다.